# دوک‌نشین بزرگ فنلاند
دوک‌نشین بزرگ فنلاند (به فنلاندی: Suomen suuriruhtinaskunta) یک منطقه خودمختار از امپراتوری روسیه در شمال اروپا بود که بین سال‌های ۱۸۰۹ تا ۱۹۱۷ موجودیت داشت و زیر نظر امپراتوری روسیه اداره می‌شد.